# Franciszek, kuglarz boży
Franciszek, kuglarz boży (wł. Francesco, giullare di Dio) – włoski dramat biograficzno-religijny z 1950 roku w reżyserii Roberta Rosselliniego. Historia życia św. Franciszka z Asyżu, będąca ekranizacją Kwiatków świętego Franciszka. W realizacji filmu wzięli udział autentyczni bracia franciszkanie.
W roku 1995, w stulecie narodzin kina, obraz Rosselliniego znalazł się na watykańskiej liście 45 filmów fabularnych, które propagują szczególne wartości religijne, moralne lub artystyczne.

## Obsada
- Nazario Gerardi: brat Franciszek z Asyżu
- Pino Locchi: brat Franciszek z Asyżu (głos)
- Severino Pisacane: brat Jałowiec
- Peparuolo: brat Jan
- Aldo Fabrizi: Mikołaj
- Arabella Lemaitre: św. Klara
- Renzo Rossellini: Narrator (głos)
- Gianfranco Bellini: Narrator (głos)

Źródło:

## Produkcja
Zdjęcia kręcono w Sorano (prowincja Grosseto) oraz w Mazzano Romano (prowincja Rzym).

## Głosy krytyków
Film jest próbą zaproponowania nadziei współczesnemu człowiekowi, wciąż jeszcze zranionemu na ciele i duszy przez ogromną tragedię II wojny światowej. W tej optyce Rossellini zbliża się wprost do tematyki religijnej, oczyszczając swoje podejście ze wszelkiej formy intelektualizmu czy spekulacji filozoficznej: obezwładniające świadectwo prostoty życia zaproponowanego przez Franciszka i jego braci ma być rewolucyjną odpowiedzią na fundamentalne pytania egzystencji.